# روی مایورگا
روی مایورگا (انگلیسی: Roy Mayorga؛ زادهٔ ۶ آوریل ۱۹۷۰) طبل‌زن اهل ایالات متحده آمریکا است. وی از سال ۱۹۸۵ میلادی تاکنون مشغول فعالیت بوده است.